# 任期制
任期制，是對於政府官員、公職人員、公司職位等，所訂出擔任時間的規範，是一種限制，同時也是制度運行的一種保障。

## 定義
訂出其行使職權的時限，時限到期職權即刻喪失，以防止官員長期尸位素餐，獨佔公權力，亦可以防止政治領袖長期掌握權力變成獨裁者。
高階政府官員就是任期制最典型的例子。包括大部分的共和制國家元首、政府首腦、议会以及內閣成員等皆实行任期制。現代國家中，也有一些国家对政府首脑没有设定任期制，如德国联邦总理、日本內閣總理大臣等。部分國家元首的任期設有連任限制，例如1951年美國憲法第二十二修正案通過後，美國總統被規定只能擔任兩屆；部分國家元首則無連任限制，例如2018年中華人民共和國憲法修正案通過後，中华人民共和国主席沒有連任次數限制。
官員在任期間，若無失職或特殊情況，可順利行使職權直到任期結束。任期制的官員通常會比非任期制擁有較多「獨立性」及「不受干擾性」。此外，亦可確保政策推行穩定，同時亦限制了政府的首長不能隨意任免官員。
任期制官員若涉弊或失職，將會移送法辦或交付監察機關調查，若遭法院褫奪公權或彈劾懲戒，仍會被剝奪其任期保障。

## 評价

### 優點
任期制可以限制官員或議員不經過選舉無限連任，阻止獨裁者或者庸官長期把持政治權力。

### 缺點
若官員任內表現不佳，受到公眾質疑，但因有固定任期，只要官員無牽涉嚴重違法，仍可以完成任期。

## 部分国家地区情况

### 中華民國
在台灣，現時實行半總統制，在中華民國憲法增修條文下，原憲法規定的任期已不再適用。
憲法增修條文第二條規定，中華民國總統、中華民國副總統之任期為四年，連選得連任一次，不適用原憲法第四十七條之規定。
憲法增修條文第三條規定，行政院院長由總統任命之。行政院院長辭職或出缺時，在總統未任命行政院院長前，由行政院副院長暫行代理。憲法第五十五條之規定，停止適用。行政院院長並無任期限制，總統在其四年任期內，有任命院長的權力。行政院院長任期雖無限制，但不會超越總統的任期。行政院下轄之「公平會」、「通傳會」、「中選會」等。即使面臨新政府交替，在任期制的保障下，依然可以行使職權直到任期。上述部會在行使職權時，也擁有「自主獨立性」，政府不得干預其運作及決策。
憲法增修條文第四條規定，立法院立法委員自第七屆（2008年）起一百一十三人，任期四年，連選得連任，於每屆任滿前三個月內，依左列規定選出之，不受憲法第六十四條及第六十五條之限制。
憲法增修條文第五條規定，司法院設大法官十五人，並以其中一人為司法院院長、一人為司法院副院長，由總統提名，經立法院同意任命之，自中華民國九十二年（2003年）起實施，不適用憲法第七十九條之規定。司法院大法官除法官轉任者外，不適用憲法第八十一條及有關法官終身職待遇之規定。司法院大法官任期八年，不分屆次，個別計算，並不得連任。但並為院長、副院長之大法官，不受任期之保障。中華民國九十二年（2003年）總統提名之大法官，其中八位大法官，含院長、副院長，任期四年，其餘大法官任期為八年，不適用前項任期之規定。
憲法增修條文第六條規定，考試院設立考試院院長、考試院副院長各一人，考試委員若干人，由總統提名，經立法院同意任命之，不適用憲法第八十四條之規定。
憲法增修條文第七條規定，監察院設監察委員二十九人，並以其中一人為監察院院長、一人為監察院副院長，任期六年，由總統提名，經立法院同意任命之。憲法第九十一條至第九十三條之規定停止適用。

### 日本
根據日本國憲法，在日本國會方面，憲法第四十五条規定，众议院议员的任期为四年。但在众议院解散时，其任期在期满前告终。憲法第四十六条規定，参议院议员的任期为六年，每隔三年改选议员之半数。憲法並無規定行政權的最高機關內閣的任期限制。
司法機關方面，憲法第七十九條規定，最高法院法官之任命，在其任命后第一次举行众议院议员总选举时交付国民审查，自此经过十年之后第一次举行众议院议员总选举时再次交付审查，以后准此。最高法院法官到达法律规定年龄时退职。憲法第八十條規定，下级法院法官，由内阁按最高法院提出的名单任命之。此种法官的任期为十年，可连任。但到达法律规定的年龄时退职。

### 
根據大韓民國憲法，憲法第四十二條規定，大韓民國國會議員者，其任期为四年。
憲法第七十條規定，大韓民國總統任期為五年，不得連任之。
司法機關方面，憲法第一百零五條規定，大法院院長任期為六年，不能連任。大法官的任期為六年，得依據法律之規定連任。不為大法院院長及大法官身份的法官者，其任期為十年，得依據法律之規定連任。憲法裁判所的裁判官任期為六年，得依據法律之規定連任。

### 美国
根據美國憲法，在美國國會（立法）的章節，美國憲法第一條，第二項（美國眾議院）規定，眾議院以各州人民每二年選舉一次之議員組織之，各州選舉人應具該州眾議院議員選舉人所需之資格。美國憲法第十四修正案，第二項（眾議員之比例分配）規定，各州之眾議員人數，應按其人口分配之，除不納稅之印第安人外，此項人口數目包括每州人口之總數。憲法第三項（美國參議院）規定，美國參議院由每州州議會選舉參議員二人組織之，參議員任期六年，每一參議員有一表決權。美國憲法第十七修正案規定，美國參議院以每州人民選舉二位參議員組織之。參議員各有一表決權，其任期為六年，各州選舉人應具州眾院議員選舉人所需之資格。
美國憲法第二條，第一項（總統）規定，行政權屬於美國總統。總統之任期為四年，副總統之任期亦同。總統與副總統，應依照左列程序選舉之。美國憲法第二十二修正案（總統任期。1951年2月27日生效）第一項（兩任限制）規定，任何人被選為總統者，不得超過兩任（八年）。任何人繼任為總統或代行總統之職權者，其期間如超過一任中兩年以上，任滿後僅能獲選連任一次。

### 德国
作为G7组成的极其重要的资本主义国家以及欧盟经济的最重要成员之一，其实际最高领导人德国总理并无任期制限制。德国基本法也没有明文规定。德国基本法第三章第三十八条规定：議員為全體人民之代表，不受命令與訓令之拘束，只服從其良心。迄今为止，德国前总理赫尔穆特·科尔与安格拉·默克尔皆曾连任四届。

### 法國
現行法國憲法規定總統任期為五年，可以連任一次。

### 義大利
除了德国，同为G7的另一个资本主义强国意大利，其总理（部长会议主席）身为政府首脑，也没有明确任期。该国宪法政府一章，内阁第一节，第九十二至第九十六条，详细规定了意大利总理和内阁的组成，宣誓，罢免以及如何控告等流程，以及具体描述。却没有规定任期。

### 中华人民共和国
根據中國共產黨章程第二十一條，「黨的中央委員會每屆任期五年。全國代表大會如提前或延期舉行，它的任期相應地改變。中央委員會委員和候補委員必須有五年以上的黨齡」。因此，包括中央委員會總書記、中央政治局、中央書記處、中央軍事委員會等中央領導機構的組成人員任期都是五年，不過在《黨章》內沒有明文的連任限制。中共中央办公厅在2006年发布《党政领导干部职务任期暂行规定》，其中“第六条 党政领导干部在同一职位上连续任职达到两个任期，不再推荐、提名或者任命担任同一职务。”第七条 党政领导干部担任同一层次领导职务累计达到15年的，不再推荐、提名或者任命担任第二条所列范围内的同一层次领导职务。根据干部个人情况和工作需要对其工作予以适当安排。”等规定有作出任期限制。
根據1982年通過的中華人民共和國憲法（八二憲法），在有關最高機力機關全國人民代表大會的章節，憲法第六十條規定，全國人民代表大會每屆任期五年。憲法第六十六條規定，全國人民代表大會常務委員會每屆任期同全國人民代表大會每屆任期相同﹐它行使職權到下屆全國人民代表大會選出新的常務委員會為止。委員長﹑副委員長連續任職不得超過兩屆（十年）。憲法第七十九條規定,中华人民共和国主席、中华人民共和国副主席每屆任期同全國人民代表大會每屆任期相同（五年）。憲法第八十七條規定，中華人民共和國國務院每屆任期同全國人民代表大會每屆任期相同（五年）。總理﹑副總理﹑國務委員連續任職不得超過兩屆（十年）。憲法第九十三條規定，中華人民共和國中央軍事委員會每屆任期同全國人民代表大會每屆任期相同（五年，没有连任限制）。宪法第九十八条規定：“省、直辖市、设区的市的人民代表大会每届任期五年。县、不设区的市、市辖区、乡、民族乡、镇的人民代表大会每届任期三年。”1993年修改为：“省、直辖市、县、市、市辖区的人民代表大会每届任期五年。乡、民族乡、镇的人民代表大会每届任期三年。”憲法第一百二十四條（旧）規定，中華人民共和國最高人民法院院長每屆任期同全國人民代表大會每屆任期相同（五年）﹐連續任職不得超過兩屆（十年）。憲法第一百三十條（旧）規定，中華人民共和國最高人民檢察院檢察長每屆任期同全國人民代表大會每屆任期相同（五年）﹐連續任職不得超過兩屆（十年）。
2018年2月25日，新華社報道中共中央提议宪法修正案，删除中华人民共和国主席和副主席“连任不得超过两届”的说法，改为“中华人民共和国主席、副主席每届任期同全国人民代表大会每届任期相同”。现任领导人习近平的中共中央总书记和中共中央军委主席两个掌握实权的党内职务本身没有任期限制，如果删除国家主席连任限制，意味他可以成为终身领导人，终结自邓小平时代以来落实的任期限制。草案公布后面对外界广泛争议，中国官方作出“权威解读”，解释这一修改不意味着恢复被废除的职务终身制。党的总书记、党的中央军委主席、国家中央军委主席、国家主席的任职规定保持一致，“三位一体”的制度安排，有利于坚持和加强党的全面领导，有利于完善党和国家领导制度，有利于坚持和维护党中央权威和集中统一领导。同时，修宪反映了“中共领导中国”是历史选择出来的事实，这次修宪也被很多人坚持，“这是党中央在全面总结党和国家长期历史经验基础上，从新时代坚持和发展中国特色社会主义全局和战略高度提出的健全党和国家领导体制的重大举措，对于坚持和加强党的全面领导，坚持和维护党中央权威和集中统一领导，更好发挥宪法在新时代推进全面依法治国、推进国家治理体系和治理能力现代化中的国家根本法作用，具有重要意义”。
修宪以后，国家主席和副主席职务没有连任限制，理论上可以无限连任。其它重要职务，包括国务院总理、副总理、全国人大常委会委员长、副委员长、最高人民法院院长、最高人民检察院检察长和新设立的国家监察委员会主任等，都被宪法规定“连续任职不得超过两届”。此次修宪新设置国家监察委员会和地方各级监察委员会。按修改后的宪法第一百二十四条规定，监察委员会主任每届任期同本级人民代表大会每届任期相同（五年），国家监察委员会主任连续任职不得超过两届（十年）。
2023年3月10日，習近平在十四屆全國人大一次會議上第三次當選為中華人民共和國主席，是中華人民共和國歷史上第一位任期超過十年的國家主席，任期超越包括毛澤東在內的歷任國家主席。

#### 香港
根據香港特別行政區基本法，在行政機關、立法機關方面規定公職人員的任期。
在行政長官章節，基本法第四十六條規定，香港特別行政區行政長官任期五年，可連任一次；基本法第五十五條規定，行政會議的成員由行政長官從行政機關的主要官員、立法會議員和社會人士中委任，其任免由行政長官決定。行政會議成員的任期應不超過委任他的行政長官的任期（五年）。
立法機關方面，第六十九條規定，香港特別行政區立法會除第一屆（1998－2000）任期為兩年外，每屆任期四年。

#### 澳門
根據澳門特別行政區基本法，在行政機關、立法機關方面規定公職人員的任期。
在行政長官章節，基本法第四十八條規定，澳門特別行政區行政長官任期五年，可連任一次；基本法第五十七條規定，行政會的委員由行政長官從政府主要官員、立法會議員和社會人士中委任，其任免由行政長官決定。行政會委員的任期不超過委任他的行政長官的任期（五年），但在新的行政長官就任前，原行政會委員暫時留任。
立法機關方面，基本法第六十九條規定，澳門特別行政區立法會除第一屆另有規定外，每屆任期四年。

## 各国家任期制列表
| 图例     | 图例   | 图例   | 图例   | 图例     | 图例     | 图例     | 图例 |
| -------- | ------ | ------ | ------ | -------- | -------- | -------- | ---- |
| 不适用   | 不适用 | 不确定 | 不确定 | 直到免职 | 直到免职 | 直到免职 |      |
| <3       | 3      | 4      | 5      | 6        | 7        | >7       |      |
| 政府首腦 |        |        |        |          |          |          |      |
|          |        |        |        |          |          |          |      |
| 上议院   |        |        |        |          |          |          |      |
|          |        |        |        |          |          |          |      |
| 下议院   |        |        |        |          |          |          |      |
|          |        |        |        |          |          |          |      |

除非另有说明，否则以年数计。
| 国家             | 政府首腦                                         | 上议院成员* | 下议院成员 |
| ---------------- | ------------------------------------------------ | ----------- | ---------- |
| 阿富汗           | 5                                                | 3，4和5     | 5          |
| 阿尔巴尼亚       | 5                                                | 不適用      | 4          |
| 阿尔及利亚       | 5                                                | 不適用      | 5          |
| 安道尔           | 直到被免职（天主教烏赫爾教區主教） 5（法国总统） | 不適用      | 4          |
| 安哥拉           | 5                                                | 不適用      | 5          |
| 安地卡及巴布達   | 直到被免职                                       | 5           | 5          |
| 阿根廷           | 4                                                | 6           | 4          |
| 亞美尼亞         | 5                                                | 不適用      | 5          |
|                  | 直到被免职                                       | 6           | 3          |
| 奥地利           | 6                                                | 4到6        | 5          |
|                  | 5                                                | 不適用      | 5          |
| 巴哈马           | 直到被免职                                       | 5           | 5          |
| 巴林             | 直到被免职                                       | 不適用      | 4          |
|                  | 5                                                | 不適用      | 5          |
|                  | 4                                                | 5           | 5          |
| 白俄羅斯         | 5                                                | 4           | 4          |
| 比利时           | 直到被免职                                       | 5           | 4          |
|                  | 5                                                | 不適用      | 5          |
| 不丹             | 直到被免职                                       | 5           | 5          |
| 玻利维亚         | 5                                                | 5           | 5          |
|                  | 4                                                | 4           | 4          |
|                  | 5                                                | 不適用      | 5          |
| 巴西             | 4                                                | 8           | 4          |
| 保加利亚         | 5                                                | 不適用      | 4          |
| 布吉納法索       | 5                                                | 不適用      | 5          |
|                  | 5                                                | 5           | 5          |
|                  | 直到被免职                                       | 不適用      | 直到被免职 |
| 柬埔寨           | 直到被免职                                       | 6           | 5          |
| 喀麦隆           | 7                                                | 不適用      | 5          |
| 加拿大           | 直到被免职                                       | 直到被免职  | 5          |
|                  | 5                                                | 不適用      | 5          |
| 中非             | 5                                                | 不適用      | 5          |
|                  | 5                                                | 不適用      | 4          |
| 智利             | 4                                                | 8           | 4          |
| 中华人民共和国   | 5                                                | 不適用      | 5          |
| 哥伦比亚         | 4                                                | 4           | 4          |
| 刚果共和国       | 7                                                | 6           | 5          |
|                  | 5                                                | 不適用      | 5          |
|                  | 5                                                | 不適用      | 5          |
|                  | 4                                                | 不適用      | 4          |
|                  | 5                                                | 不適用      | 4          |
| 古巴             | 5                                                | 不適用      | 5          |
| 賽普勒斯         | 5                                                | 不適用      | 5          |
| 捷克             | 5                                                | 6           | 4          |
| 刚果民主共和国   | 5                                                | 5           | 4          |
| 丹麦             | 直到被免职                                       | 不適用      | 4          |
|                  | 6                                                | 不適用      | 5          |
| 多米尼克         | 5                                                | 不適用      | 5          |
|                  | 4                                                | 4           | 4          |
|                  | 4                                                | 不適用      | 4          |
| 埃及             | 4                                                | 不適用      | 5          |
| 薩爾瓦多         | 5                                                | 不適用      | 3          |
| 赤道几内亚       | 5                                                | 不適用      | 5          |
| 爱沙尼亚         | 5                                                | 不適用      | 4          |
| 衣索比亞         | 6                                                | 不適用      | 5          |
| 西撒哈拉         | 无任期限制                                       | 不適用      | 4          |
| 斐济             | 5                                                | 5           | 5          |
| 芬兰             | 6                                                | 不適用      | 4          |
| 法國             | 5                                                | 6           | 5          |
| 加彭             | 7                                                | 6           | 5          |
|                  | 5                                                | 不適用      | 5          |
|                  | 5                                                | 不適用      | 4          |
| 德国             | 5                                                | 4到5        | 4          |
|                  | 4                                                | 不適用      | 4          |
| 希腊             | 5                                                | 不適用      | 4          |
| 格瑞那達         | 直到被免职                                       | 5           | 5          |
|                  | 4                                                | 不適用      | 4          |
| 几内亚           | 5                                                | 不適用      | 5          |
|                  | 5                                                | 不適用      | 5          |
|                  | 5                                                | 不適用      | 5          |
| 海地             | 5                                                | 6           | 4          |
|                  | 4                                                | 不適用      | 4          |
| 匈牙利           | 5                                                | 不適用      | 4          |
| 冰島             | 4                                                | 不適用      | 4          |
| 印度             | 5                                                | 6           | 5          |
| 印度尼西亞       | 5                                                | 5           | 5          |
| 伊朗             | 4                                                | 不適用      | 4          |
| 伊拉克           | 4                                                | 不適用      | 4          |
| 愛爾蘭           | 7                                                | 5           | 5          |
| 以色列           | 7                                                | 不適用      | 4          |
| 義大利           | 7                                                | 5           | 5          |
| 牙买加           | 直到被免职                                       | 5           | 5          |
| 日本             | 直到被免职                                       | 6           | 4          |
| 约旦             | 直到被免职                                       | 4           | 4          |
|                  | 5                                                | 6           | 5          |
|                  | 5                                                | 5           | 5          |
| 基里巴斯         | 4                                                | 不適用      | 4          |
| 科威特           | 直到被免职                                       | 不適用      | 4          |
|                  | 6                                                | 不適用      | 5          |
| 科索沃           | 5                                                | 不適用      | 4          |
|                  | 5                                                | 不適用      | 5          |
| 拉脫維亞         | 4                                                | 不適用      | 4          |
| 黎巴嫩           | 4                                                | 不適用      | 4          |
| 賴索托           | 直到被免职                                       | 5           | 5          |
| 利比里亚         | 6                                                | 9           | 6          |
| 列支敦斯登       | 直到被免职                                       | 不適用      | 4          |
| 立陶宛           | 5                                                | 不適用      | 4          |
| 盧森堡           | 直到被免职                                       | 不適用      | 5          |
| 北馬其頓         | 5                                                | 不適用      | 4          |
| 马达加斯加       | 5                                                | 4           | 4          |
| 马拉维           | 5                                                | 不適用      | 5          |
| 马来西亚         | 5                                                | 3           | 5          |
| 馬爾地夫         | 5                                                | 不適用      | 5          |
|                  | 5                                                | 不適用      | 5          |
| 馬爾他           | 5                                                | 不適用      | 5          |
| 马绍尔群岛       | 4                                                | 不適用      | 4          |
| 毛里塔尼亚       | 5                                                | 不適用      | 5          |
| 模里西斯         | 5                                                | 不適用      | 5          |
| 墨西哥           | 6                                                | 6           | 3          |
| 密克羅尼西亞聯邦 | 4                                                | 不適用      | 2, 4       |
| 摩納哥           | 直到被免职                                       | 不適用      | 5          |
| 蒙古国           | 4                                                | 不適用      | 4          |
| 摩尔多瓦         | 4                                                | 不適用      | 4          |
| 蒙特內哥羅       | 5                                                | 不適用      | 4          |
| 摩洛哥           | 直到被免职                                       | 不適用      | 5          |
| 莫桑比克         | 5                                                | 不適用      | 5          |
| 緬甸             | 5                                                | 5           | 5          |
| 纳米比亚         | 5                                                | 不適用      | 5          |
| 瑙鲁             | 4                                                | 不適用      | 3          |
| 尼泊尔           | 5                                                | 6           | 5          |
| 荷蘭             | 直到被免职                                       | 4           | 4          |
| 新西兰           | 直到被免职                                       | 不適用      | 3          |
| 尼加拉瓜         | 5                                                | 不適用      | 5          |
| 奈及利亞         | 4                                                | 4           | 4          |
| 尼日尔           | 4                                                | 4           | 4          |
|                  | 5                                                | 不適用      | 5          |
| 挪威             | 直到被免职                                       | 不適用      | 4          |
| 阿曼             | 直到被免职                                       | 4           | 4          |
| 巴基斯坦         | 5                                                | 6           | 5          |
| 帛琉             | 4                                                | 4           | 4          |
| 巴勒斯坦         | 4                                                | 不適用      | 4          |
| 巴拿马           | 5                                                | 不適用      | 5          |
|                  | 直到被免职                                       | 不適用      | 5          |
| 巴拉圭           | 5                                                | 5*          | 5          |
| 秘魯             | 5                                                | 不適用      | 5          |
| 菲律賓           | 6                                                | 6           | 3          |
| 波蘭             | 5                                                | 4           | 4          |
| 葡萄牙           | 5                                                | 不適用      | 4          |
|                  | 直到被免职                                       | 不適用      | 不適用     |
| 羅馬尼亞         | 5                                                | 4           | 4          |
| 俄羅斯           | 6                                                | 不適用      | 5          |
| 卢旺达           | 7                                                | 不適用      | 5          |
| 圣基茨和尼维斯   | 直到被免职                                       | 不適用      | 5          |
| 圣卢西亚         | 直到被免职                                       | 不適用      | 5          |
|                  | 直到被免职                                       | 不適用      | 5          |
| 萨摩亚           | 直到被免职                                       | 不適用      | 5          |
| 圣马力诺         | 0.5（6个月）                                     | 不適用      | 5          |
| 馬爾他騎士團     | 无任期限制                                       | 不適用      | 不適用     |
| 聖多美和普林西比 | 5                                                | 不適用      | 4          |
| 塞内加尔         | 5                                                | 5           | 5          |
| 塞爾維亞         | 5                                                | 不適用      | 4          |
| 塞舌尔           | 5                                                | 不適用      | 5          |
|                  | 5                                                | 不適用      | 5          |
| 新加坡           | 6                                                | 不適用      | 5          |
| 斯洛伐克         | 5                                                | 不適用      | 4          |
| 斯洛維尼亞       | 5                                                | 5           | 4          |
| 所罗门群岛       | 直到被免职                                       | 不適用      | 4          |
|                  | 4                                                | 不適用      | 4          |
| 南非             | 5                                                | 5           | 5          |
|                  | 5                                                | 不適用      | 4          |
| 南蘇丹           | 5                                                | ?           | ?          |
| 西班牙           | 直到被免职                                       | 4           | 4          |
| 斯里蘭卡         | 5                                                | 不適用      | 5          |
| 苏丹             | 5                                                | 6           | 6          |
| 苏里南           | 5                                                | 不適用      | 5          |
|                  | 直到被免职                                       | 5           | 5          |
| 瑞典             | 直到被免职                                       | 不適用      | 4          |
| 瑞士             | 4                                                | 4           | 4          |
| 叙利亚           | 7                                                | 不適用      | 4          |
| 中華民國         | 4                                                | 不適用      | 4          |
|                  | 7                                                | 5           | 5          |
| 坦桑尼亚         | 5                                                | 不適用      | 5          |
| 泰國             | 直到被免职                                       | 6           | 4          |
| 东帝汶           | 5                                                | 不適用      | 5          |
| 多哥             | 5                                                | 不適用      | 5          |
|                  | 直到被免职                                       | 不適用      | 5          |
| 千里達及托巴哥   | 5                                                | 5           | 5          |
| 突尼西亞         | 5                                                | 不適用      | 5          |
| 土耳其           | 5                                                | 不適用      | 4          |
|                  | 5                                                | 不適用      | 5          |
|                  | 直到被免职                                       | 不適用      | 4          |
| 乌干达           | 5                                                | 不適用      | 5          |
| 乌克兰           | 5                                                | 不適用      | 4          |
| 阿联酋           | 直到被免职                                       | 直到被免职  | 5          |
| 英国             | 直到被免职                                       | 直到被免职  | 5          |
| 美国             | 4                                                | 6           | 2          |
| 乌拉圭           | 5                                                | 5           | 5          |
|                  | 7                                                | 5           | 5          |
|                  | 5                                                | 不適用      | 4          |
| 梵蒂冈           | 直到被免职                                       | 不適用      | 直到被免职 |
| 委內瑞拉         | 6                                                | 不適用      | 5          |
| 越南             | 5                                                | 不適用      | 5          |
| 葉門             | 7                                                | 不適用      | 6          |
| 尚比亞           | 5                                                | 不適用      | 5          |
| 辛巴威           | 5                                                | 5           | 5          |

*不包括终身参议员